# Ejin Horo
Ejin Horo (chữ Hán giản thể: 伊金霍洛旗, âm Hán Việt: Y Kim Hoắc Lạc kỳ) là một kỳ thuộc địa cấp thị Ordos, Khu tự trị Nội Mông, Cộng hòa Nhân dân Trung Hoa. Kỳ này có diện tích 5958 km², dân số năm 1999 là 149.093 người, năm 2004 là 330.000 người. Chính quyền của kỳ này đóng ở trấn Altan Xire. Mã số bưu chính là 017200. Đây là nơi có lăng Thành Cát Tư Hãn. Các dân tộc Mông Cổ ở Trung Quốc thường hành hương viếng lăng của ông.